# Mesida yangbi
Mesida yangbi är en spindelart som beskrevs av Zhu, Song och Zhang 2003. Mesida yangbi ingår i släktet Mesida och familjen käkspindlar. Inga underarter finns listade i Catalogue of Life.